# Médiastinoscopie
La médiastinoscopie axiale est une voie d'abord chirurgicale du thorax permettant d'explorer la partie supérieure du médiastin antérieur, le plus souvent à des fins diagnostiques. Elle est principalement utilisée afin de réaliser des biopsies d'adénopathies médiastinales, par exemple dans la stadification d'un cancer du poumon, dans une sarcoïdose ou un lymphome, afin d'obtenir un diagnostic. La technique a été décrite pour la première fois par Eric Carlens en 1959.
L'incision est réalisée un travers de doigt au-dessus de la fourchette du manubrium sternal. Après dissection prudente au doigt du médiastin et identification des vaisseaux, on introduit un médiastinoscope fournissant éclairage et canal opérateur. L'intervention peut être vidéo-assistée.